# Nationaal Herbarium Nederland

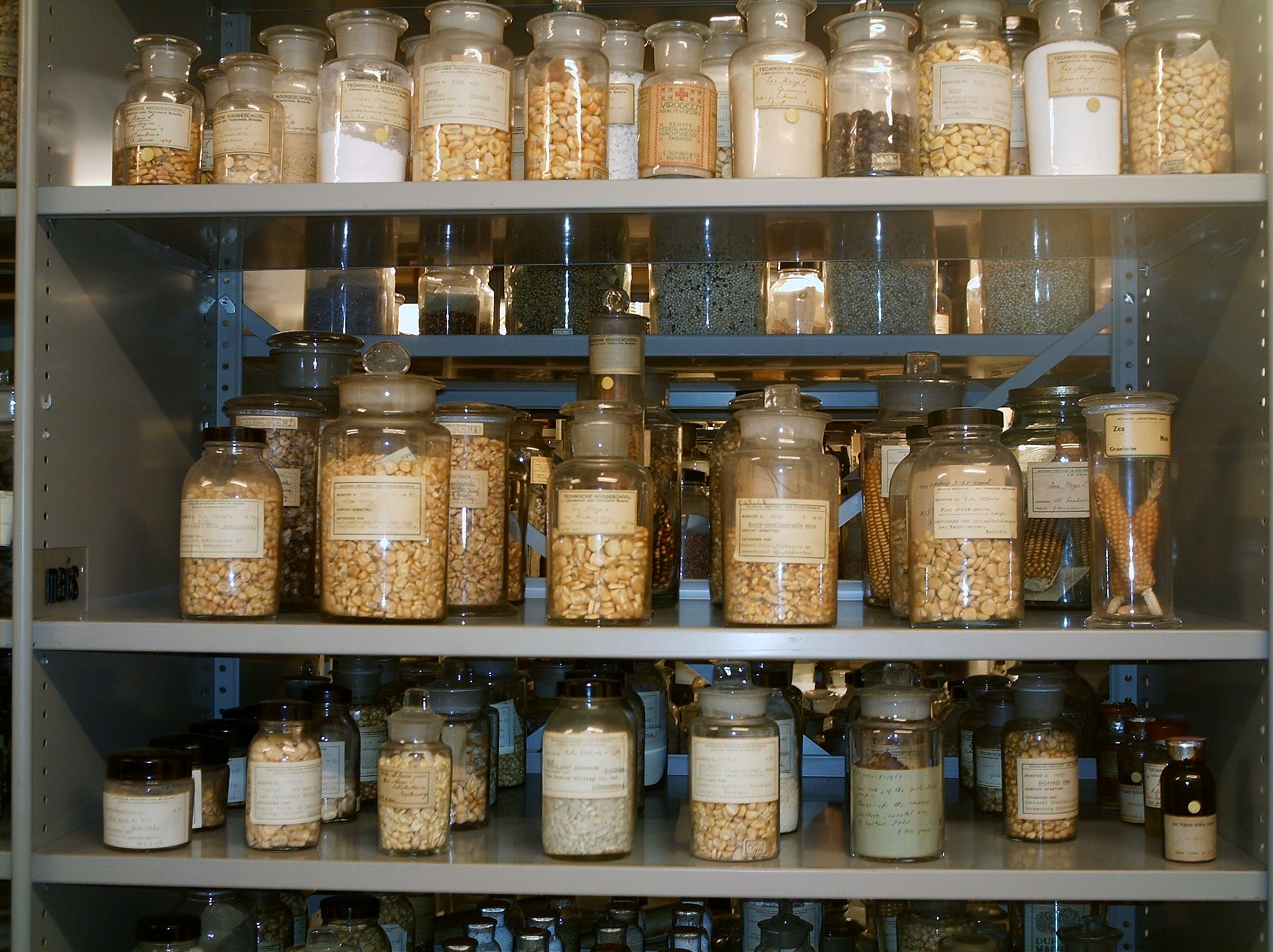
Granen en zaden uit de collectie van het Nationaal Herbarium (2007)

Het Nationaal Herbarium Nederland is het resultaat van de samenvoeging in 1999 van de in Nederland overgebleven herbaria.  Het werd decentraal georganiseerd met drie vestigingen:  Leiden (vroeger het 'Rijksherbarium'), Utrecht (vroeger het 'Botanisch museum en herbarium') en Wageningen (het 'Herbarium vadense'). De vestiging in Leiden is de grootste van de drie. Met een gezamenlijke collectie van circa 5,5 miljoen objecten behoort het tot de vijf grootste herbaria van Europa en tot de tien grootste ter wereld.
De laatste wetenschappelijk directeur was de Belg Erik Smets die in september 2005 Pieter Baas opvolgde. Het Herbarium is verantwoordelijk voor een aantal publicaties, waaronder de botanische tijdschriften Blumea en Gorteria (in samenwerking met Stichting Floron) en het mycologische tijdschrift Persoonia (in samenwerking met het Westerdijk Fungal Biodiversity Institute).
Op 1 juni 2008 is de Utrechtse vestiging vanwege bezuinigingen van de Universiteit Utrecht gesloten. De herbariumcollectie van de Universiteit Utrecht is overgedragen aan Naturalis.
Op 28 januari 2010 werden het Nationaal Natuurhistorisch Museum Naturalis, het Zoölogisch Museum Amsterdam en het Nationaal Herbarium Nederland samengevoegd tot Naturalis Biodiversity Center (NBC) Naturalis. De collecties werden samengebracht in Leiden, evenals het personeel.
Het huidige Herbarium is aangesloten bij de Council on Botanical and Horticultural Libraries (CBHL), een internationale organisatie van personen, organisaties en instituten die zich bezighouden met de ontwikkeling, het onderhouden en het gebruik van bibliotheken met botanische literatuur en literatuur over tuinen. Ook is de Leidse vestiging aangesloten bij de European Botanical and Horticultural Libraries Group (EBHL), een organisatie die zich richt op de bevordering van samenwerking en communicatie tussen personen die werken in botanische en horticulturele bibliotheken, archieven en verwante instituten in Europa.
Elke zeven jaar publiceert het NHN de Standaardlijst van de Nederlandse Flora en daarnaast de Lijst met wachtkamersoorten. Dit zijn planten die zich nieuw vestigen in Nederland en waarvan men verwacht dat ze op de volgende Standaardlijst zouden kunnen komen.